# 데이비드 커틀러
데이비드 닐 커틀러(David Neil Cutler, Sr., 1942년 3월 13일 ~)는 여러 운영 체제를 설계하고 개발한 소프트웨어 공학자이다. 그는 디지털 이크윕먼트 코포레이션(Digital Equipment Corporation, DEC)에서 RSX-11, VMS, VAXELN을 개발했으며, 마이크로소프트에서 윈도우 NT를 개발했다.

## 생애
데이비드 닐 커틀러는 미시간주 랜싱에서 태어나 미시간주 드윗(DeWitt)에서 자랐다. 1965년에 올러벳(Olivet) 대학을 졸업한 커틀러는 뒤퐁(DuPont)에 취직하였다. 그의 업무 중 하나는 디지털 기계에서 컴퓨터 시뮬레이션을 개발하고 수행하는 것이었다. 그곳에서 그는 운영 체제에 대한 흥미를 가지기 시작했고, 운영 체제를 개발하기 위해 뒤퐁을 떠났다.
커틀러의 소프트웨어 경력은 매사추세츠주 콩코드(Concord) 기념비 광장 또는 매사추세츠주 액턴(Acton)에 위치한 아그리파-오드(Agrippa-Ord)라는 작은 회사에서 시작되었다. 그곳에서 LINC와 PDP-8 컴퓨터용 소프트웨어를 판매하였다.
커틀러는 20개가 넘는 특허를 갖고 있으며, 워싱턴 대학교 컴퓨터 과학부의 겸직 교수(affiliate professor)이다.
데이비드 커틀러는 《윈도 NT 내부》라는 책의 머리말에 자신의 경력을 잘 요약하였다.
커틀러는 그의 냉소적인 유머로도 알려졌다. 그는 보통 RSX 포크 리스트(fork list)를 두 가지 뜻을 갖도록 "포크 큐(fork queue)"로 불렀는데, 때때로 그의 에러 메시지에서도 그렇게 불렀다.
커틀러는 또한 성실한 자동차 경주 선수이다. 그는 1996년부터 2002년까지 도요타 대서양 선수권에 참가했으며, 2000년 밀워키 마일(Mile)에서 열린 대회에서는 자신의 최고 성적인 8위로 대회를 마쳤다.